# Бязь
Бязь (тюрк.  böz — хлопчатобумажная ткань, холст, бязь, или араб. [bäzz]‎) — хлопчатобумажная плотная ткань полотняного переплетения, бумажный холст, бурметь. Бязь выпускается суровой (неотделанной) и белёной, набивной и гладкокрашеной. Белёная бязь обычно называется полотном. В состав бязи могут входить как натуральные волокна, так и искусственные.
Появилась в России в XVI веке, в старину привозилась из Азии. Использовалась для опашней, кафтанов и другой верхней одежды как подкладка. В XVIII—XX веках отбелённая бязь служила для пошива нижнего солдатского белья, так как была дешевле миткаля. Гладкокрашеную бязь использовали для подкладки и дублирования костюмных и пальтовых тканей, набивную — для женских и детских лёгких платьев.
В настоящее время бязь — основной вид тканей для пошива постельного белья.

## История бязи в России
Введение бязи в число тканей, изготовляемых в России, является заслугой трёх кинешемских фабрикантов. Член Императорского Русского географического общества И. Аксаков, написавший в 1858 году ценное исследование о торговле на украинских ярмарках, говорит:
«Весьма замечательная по сбыту своему бумажная материя, известная у торговцев под именем американского или одесского бумажного полотна, или бязи. Американским называется оно потому, что первые стали его делать американцы, одесским — потому, что прежде всего оно появилось в Одессе, а „бясь“ или „бязь“ — испорченное слово турецкое или татарское, заимствованное нашими торговцами от караимов или бессарабских покупателей. Переимчивые кинешемцы, встретив эту материю в своём украинском ярмарочном кочевании, завели тканьё бязи у себя на фабриках, и вскоре затем русская бязь появилась в продаже на Украинских ярмарках у трёх кинешемских фабрикантов — у Разорёновых и двух Коноваловых».
Эта выписка свидетельствует, что Разорёновы с Коноваловыми были теми «переимчивыми», или вернее — предприимчивыми кинешемцами, которые ввели изготовление бязи в России.